# Mailpile
Mailpile (Мэйлпайл) — почтовый клиент с упором на предоставление пользователям шифрования и конфиденциальности по умолчанию. Программа бесплатна и имеет открытый исходный код.

## Возможности
- Поддерживает PGP шифрование;
- Хранит все сгенерированные файлы в зашифрованном виде на диске;
- Интерфейс на основе HTML5;
- Обратная связь шифрования и подписи;
- Настраиваемый поиск;
- Интегрированный спам-фильтр;
- Поддержка около 30 языков, включая русский[4].

## История
Первый релиз (0.1.0) появился в феврале 2014 года. Бета-версия появилась в сентябре того же года.
Проект запустил краудфандинговую кампанию на Indiegogo на период с августа по сентябрь 2013 года, и успешно собрал $163,192. В середине кампании PayPal заморозил большую часть средств, но разморозил их после того как Mailpile вынес спор в публичные блоги и социальные сети, включая Твиттер.

## Внешние ссылки
- mailpile.is — официальный сайт Mailpile